# Nus
Nus es un municipio italiano situado en Valle de Aosta. Tiene una población estimada, a fines de abril de 2024, de 2956 habitantes.

## Evolución demográfica
| Gráfica de evolución demográfica de Nus entre 1861 y 2024 |
|                                                           |
| Fuente: ISTAT - Elaboración gráfica de Wikipedia          |